# Шелиговский, Тадеуш
Тадеуш Шелиговский (пол. Tadeusz Szeligowski, 13 сентября 1896, Львов — 10 января 1963, Познань) — польский композитор XX века. Профессор. Председатель Союза польских композиторов (1951—1954). Офицер Ордена Возрождения Польши (1952).

## Биография
Родился 13 сентября 1896 года во Львове. С 1918 по 1923 годы учился во Львовской консерватории, Ягеллонском университете в Кракове. С 1929 по 1931 годы обучался композиции в Париже у Н. Буланже. В 1939 году окончил Вильнюсскую консерваторию. До 1941 года занимался преподавательской деятельностью в Вильнюсе и Познани. С 1939 по 1945 служил в костёле Вильнюса органистом. В 1945 году Шелиговский работал директором музыкальной школы в Люблине. С 1947 по 1950 год руководил Государственной высшей оперной школой и филармонией в Познани. Профессор композиции в Государственной высшей музыкальной школе в Познани с 1950 года. С 1951 года профессор Варшавской консерватории. С 1951 по 1954 год являлся председателем Союза польских композиторов. Тадеуш Шелиговский многократный лауреат польских и международных премий. Дважды лауреат Государственной премии. Награждён Орденом Возрождения Польши и Крестом Заслуги.

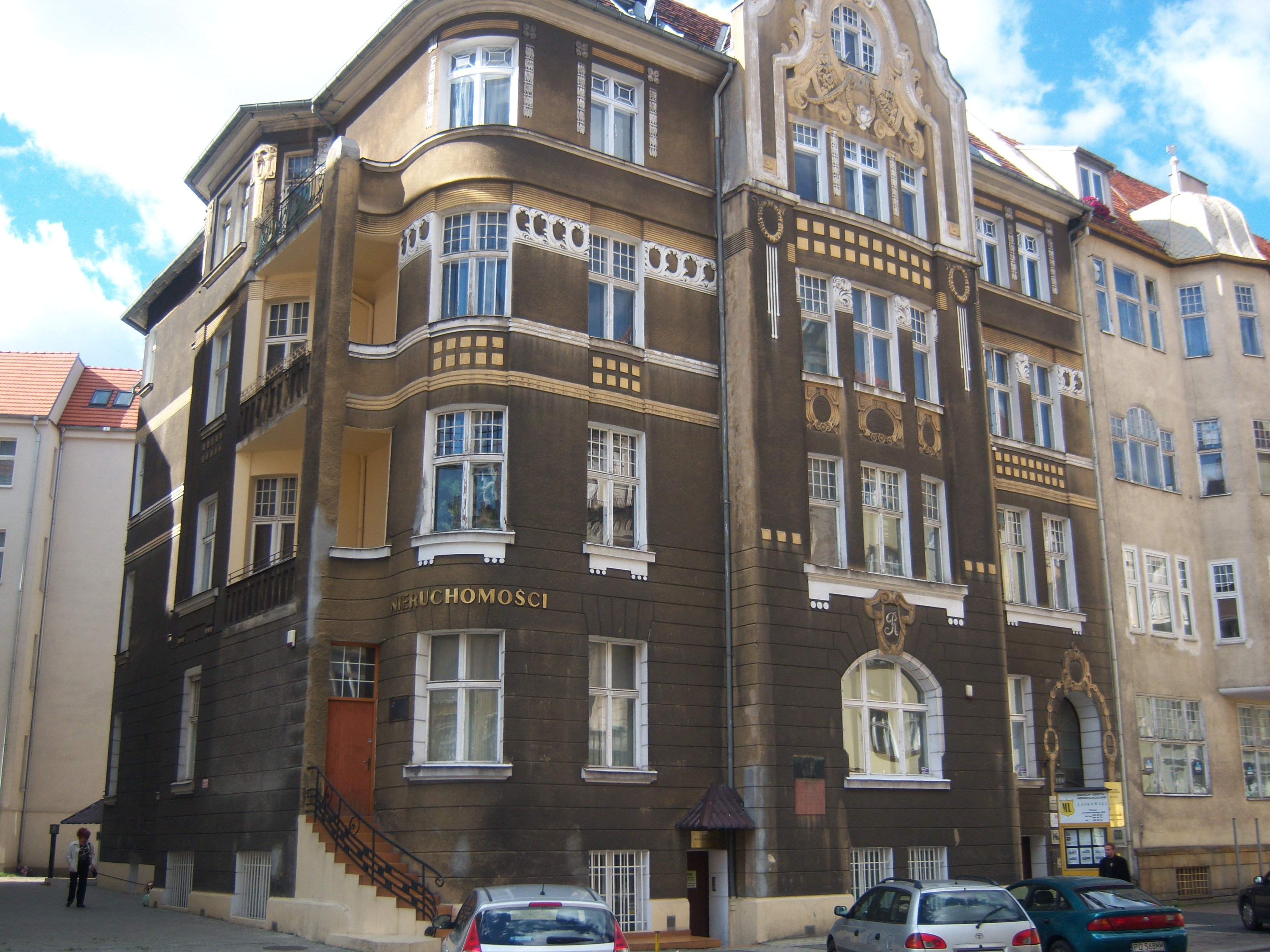
Дом, где жил и работал композитор Тадеуш Шелиговский

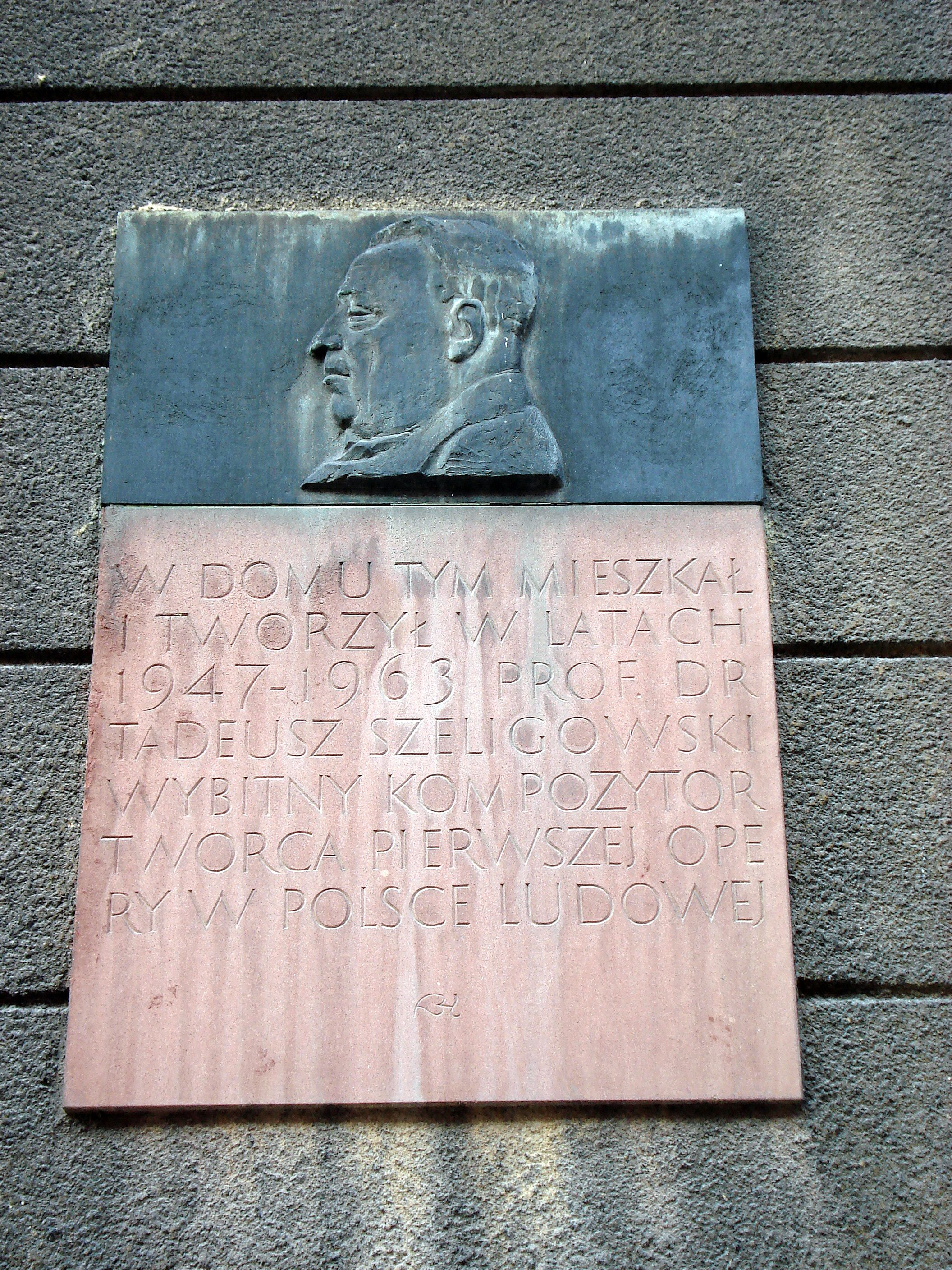
Мемориальная доска на доме Шелиговского в Познани

## Творчество
В музыкальных произведениях Шелиговского обнаруживается влияние музыки К. Шимановского и парижской «Шестёрки». В кантатах и прочих вокальных сочинениях прослеживаются элементы польского народного фольклора и влияние советской массовой песни. В числе наиболее известных сочинений Шелиговского — опера «Бунт жаков» (1951), впервые исполненная в СССР во время гастролей Варшавской оперы. Композитором также написан ряд инструментальных концертов, камерных и сценических опусов.

## Память
- В честь Тадеуша Шелиговского названа одна из польских улиц в Люблине[4][5].
- Именем Тадеуша Шелиговского названа Познанская Филармония в г. Познань[6].
- На стене дома по ул. Chełmońskiego 22 в Познани, где с 1947 года проживал Тадеуш Шелиговский, в 1966 году была установлена мемориальная доска.
- Имя Тадеуша Шелиговского носят несколько музыкальных школ в Польше.